# العلاقات الإسرائيلية الفيجية
العلاقات الإسرائيلية الفيجية هي العلاقات الثنائية التي تجمع بين إسرائيل وفيجي.

## مقارنة بين البلدين
هذه مقارنة عامة ومرجعية للدولتين:
| وجه المقارنة                                              | إسرائيل                                                             | فيجي                                                                 |
| --------------------------------------------------------- | ------------------------------------------------------------------- | -------------------------------------------------------------------- |
| المساحة (كم2)                                             | 20.77 ألف                                                           | 18.27 ألف                                                            |
| عدد السكان (نسمة)                                         | 8.89 مليون                                                          | 915.30 ألف                                                           |
| الكثافة السكانية (ن./كم²)                                 | 428.02                                                              | 50.1                                                                 |
| العاصمة                                                   | القدس                                                               | سوفا                                                                 |
| اللغة الرسمية                                             | اللغة العبرية، اللغة العربية                                        | لغة إنجليزية، اللغة الفيجية، اللغة الفيجي الهندية، اللغة الهندستانية |
| العملة                                                    | شيكل إسرائيلي جديد، شيكل إسرائيلي قديم، جنيه فلسطيني، جنيه إسرائيلي | دولار فيجي                                                           |
| الناتج المحلي الإجمالي (بليون دولار)                      | 350.85 مليار                                                        | 5.06 مليار                                                           |
| الناتج المحلي الإجمالي (تعادل القوة الشرائية) بليون دولار | 306.51 مليار                                                        | 8.32 مليار                                                           |
| الناتج المحلي الإجمالي الاسمي للفرد دولار أمريكي          | 35.73 ألف                                                           | 4.96 ألف                                                             |
| الناتج المحلي الإجمالي للفرد دولار أمريكي                 | 36.58 ألف                                                           | 8.79 ألف                                                             |
| مؤشر التنمية البشرية                                      | 0.899                                                               | 0.727                                                                |
| رمز المكالمات الدولي                                      | +972                                                                | +679                                                                 |
| رمز الإنترنت                                              | .il                                                                 | .fj                                                                  |
| المنطقة الزمنية                                           | توقيت إسرائيل، Israel Summer Time ‏                                  | ت ع م+12:00                                                          |

## منظمات دولية مشتركة
يشترك البلدان في عضوية مجموعة من المنظمات الدولية، منها:
| علم المنظمة | اسم المنظمة                               | تاريخ انضمام إسرائيل | تاريخ انضمام فيجي |
| ----------- | ----------------------------------------- | -------------------- | ----------------- |
|             | مؤسسة التنمية الدولية                     | 22 ديسمبر 1960       | 29 سبتمبر 1972    |
|             | الأمم المتحدة                             | 11 مايو 1949         | 13 أكتوبر 1970    |
|             | منظمة التجارة العالمية                    | 21 أبريل 1995        | ?                 |
|             | منظمة الشرطة الجنائية الدولية             | ?                    | ?                 |
|             | المركز الدولي لتسوية المنازعات الاستشارية | 22 يوليو 1983        | 10 سبتمبر 1977    |
|             | الاتحاد الدولي للاتصالات                  | 24 يونيو 1948        | 5 مايو 1971       |
|             | البنك الدولي للإنشاء والتعمير             | 12 يوليو 1954        | 28 مايو 1971      |
|             | الاتحاد البريدي العالمي                   | ?                    | ?                 |
|             | مؤسسة التمويل الدولية                     | 26 سبتمبر 1956       | 12 يوليو 1979     |
|             | وكالة ضمان الاستثمار متعدد الأطراف        | 21 مايو 1992         | 24 سبتمبر 1990    |
|             | يونسكو                                    | 16 سبتمبر 1949       | 14 يوليو 1983     |

## أعلام
هذه قائمة لبعض الشخصيات التي تربطها علاقات بالبلدين:
- إبيلي نايلاتيكاو (5 يوليو 1941 – )

## وصلات خارجية
- موقع وزارة الخارجية الإسرائيلية
- موقع وزارة الخارجية الفيجية